# Davallia repens
Davallia repens là một loài dương xỉ thuộc họ Davalliaceae. Phạm vi phân bố bản địa của loài này là khu vực nhiệt đới & cận nhiệt đới Cựu thế giới.

## References
1. ↑  "Davallia repens (L.f.) Kuhn". Plants of the World Online (bằng tiếng Anh). Truy cập ngày 19 tháng 9 năm 2024.